# Aimé Aubert
Aimé Aubert, né le 6 décembre 1913 à Mexico et décédé le 18 mai 2003 à Paris, est un permanent patronal du Conseil national du patronat français (CNPF) et le président-fondateur de l’Association pour la promotion de l'enseignement supérieur libre.

## Biographie
Aimé Aubert est le fils d'Aimé Aubert, gérant de société, et de Marie-Noémie Reynaud. Il effectue sa scolarité dans des  écoles catholiques privées : Collège de l’Immaculée-Conception à Pau, École Saint-Louis-de-Gonzague à Paris, Institut catholique de Paris. Il est diplômé de l’École libre des sciences politiques et de la Faculté de droit. En 1935-1936, il préside l’Association des étudiants de l’Institut catholique. A ce titre, il se montre solidaire du doyen Edgard Allix, démissionnaire, et de l'agitation étudiante du Quartier latin dirigée contre le professeur Gaston Jèze - en butte à l'hostilité des étudiants nationalistes - et le ministre radical-socialiste de l'Éducation nationale Henri Guernut. 
Il épouse le 26 novembre 1948 Janine Nadaud, avec qui il a deux enfants, Françoise et Jean-Gabriel.

### Un vichysto-résistant
Aimé Aubert est mobilisé en 1939 au 4e régiment d’infanterie. Fait prisonnier à Lille en mai 1940, il parvient à s’évader peu après. Sous l'Occupation, il est chef de la province Provence-Côte d’Azur d'un mouvement de jeunesse vichyste, les Compagnons de France d'Henry Dhavernas (1941). Il entre dans la résistance en 1942, est l’un des chefs du sous-réseau Druides, du réseau Alliance. Il est chargé de mission des Forces françaises combattantes (1943-45) et mène une mission à Alger en 1944. Il reçoit la médaille de la résistance en 1947 ; il porte alors le grade de capitaine.

### Un permanent patronal discret
Directeur de la revue Actualités (1945-46), il entre comme permanent au Conseil national du patronat français : il est successivement chargé de mission, chef de service, directeur général (1947-81) puis délégué du président du CNPF (Georges Villiers, Paul Huvelin puis François Ceyrac). Il est surtout un homme de l'ombre, à la tête depuis 1965 du service des études législatives (SEL) de ce syndicat patronal. 
Surnommé « le Pharaon » - en raison de « sa silhouette d'obélisque et de son impassibilité de sphinx » -, il dirige ce service qui siège au 29 bis, avenue Pierre-Ier-de-Serbie, dans un immeuble mitoyen du siège officiel du CNPF. Le SEL exerce une activité de lobbying auprès des hommes politiques et est réputé dispenser les fonds patronaux aux partis politiques,,. Il quitte le SEL en 1978, remplacé par son bras droit, Michel de Mourgues.

### Un homme engagé dans la défense des facultés libres
Dans le contexte de la crise de l'Institut catholique de Paris en 1966-68, qui entend se rénover et abandonner partiellement l'enseignement de ses facultés profanes, ce qui provoqua des remous parmi les étudiants et les parents d'élèves, Aubert, président de l’Association générale des anciens élèves de l’Institut jusqu'en 1959, puis membre de son comité jusqu’en 1966 au moins, décide de réagir avec d'autres parents d'élèves et des professeurs de l'Institut. Il fonde en 1967 et préside l’Association des parents pour la promotion de l’enseignement supérieur libre (APPESL), qui devient plus tard l’Association pour la promotion de l’enseignement supérieur libre. Cette association est le prolongement au niveau de l'enseignement supérieur de l'Association des parents d'élèves de l'enseignement libre (APEL) . Son délégué général est le général de brigade Robert Audemard d'Alançon, ancien de la 2e DB. Une délégation de cette nouvelle association est allée au Vatican plaider la cause des facultés profanes de la Catho, en vain.
Lors d'un dîner-débat du Centre d'études politiques et civiques en 1969 consacré à une université libre fondée l'année précédente avec l'appui de l'APPELS, la FACO, Aubert met en avant les motivations doctrinales qui ont présidé à la naissance de son association : « Nous sommes toujours une association de parents chrétiens », se référant à la doctrine de l'Église catholique, celle de l'Encyclique de Pie XI Divini illius Magistri, et celle du document conciliaire Gravissimum Educationis d'octobre 1965. L'APPESL regroupe des parents angoissés devant les défaillances de l'éducation et qui partagent des conceptions issues du christianisme social sur le rôle de l'État, la subsidiarité et le droit des familles. Des parents qui rejettent le « matérialisme ambiant, délétère, terrible et qui n'a pas fini de produire ses effets » et qui a « fait oublier les valeurs traditionnelles qui, au plan civique, au plan moral et au plan spirituel », doivent « sous-tendre une civilisation, faute de quoi elle s'effondre ». Lors d'un autre dîner-débat du CEPEC, Aubert dénonce « la crise de notre civilisation occidentale » dans son allocution, une crise intellectuelle et morale. Lui est campé sur les positions du « droit naturel » et celles de l’Église. Il appelle à refuser « l’abandon ». C'est pourquoi son association a appuyé la fondation de facultés libres indépendantes de l'Église, mais fondées sur des valeurs chrétiennes: 
- la Faculté libre autonome et cogérée d'économie et de droit (FACO), en 1968, créée avec un ancien professeur de la Catho, Achille Dauphin-Meunier, premier doyen de cette faculté. Aubert est vice-président puis président du conseil d'administration (1989-97) de la FACO, qui s'appelle aujourd'hui la Faculté libre de droit, d’économie et de gestion (FACO Paris).
- la Faculté libre internationale pluridisciplinaire (FACLIP), en 1969[17]. Elle est animée par son fondateur et doyen, François Natter, et présidée par le très catholique André Récipon, banquier[18]. Cet établissement privé a le statut d'une société coopérative à capital variable.
- la Faculté libre de philosophie comparée (IPC, future  IPC - Facultés libres de philosophie et de psychologie), fondée en 1969 par André Clément, son doyen, et son frère Marcel Clément, qui est aussi professeur à la FACO. Son président est en 1969 Hubert Le Griel, avocat près la Cour de cassation, membre du conseil d'administration de la FACO[19],
- l’Institut d’enseignement supérieur (IDES) de Lyon en 1970, qui forme des documentalistes, des bibliothécaires et des professionnels du journalisme et de l'édition[20],
- l’Université libre du soir (ULS), animée par Michel Aumônier, son vice-président délégué puis président; il anime parallèlement avec Michel de Saint Pierre et Pierre Debray le Club de la culture française, qui publie en 1968-1969 des ouvrages dénonçant  les « extravagances liturgiques ou les orientations progressistes de certains milieux d’Église »[21]. L'ULS n'est pas une faculté libre et ne délivre aucun diplôme ; c'est un lieu de réflexion pour jeunes et adultes. Elle a un statut associatif. Son conseil d'administration est présidé à l'origine par François Vallet, administrateur de sociétés, secondé par Aumonier, Roger Blateau, avocat, son secrétaire, et François Aubry, ingénieur-conseil, son trésorier. Les cours sont donnés à la Maison des centraux et ouvrent en octobre 1970. Des cours de philosophie (donnés en 1970 par Jacques de Monléon, professeur à l'Institut catholique et à l'Université Laval, Marie-Dominique Philippe, prêtre dominicain, l'abbé Henri Marduel, le père Joseph de Sainte-Marie[22], le docteur Violet, Mrs Mario von Lebedur, Hervé Savon, rejoints en 1971 par Jean Barby, assistant à Paris-II, Jean-Pierre Lafon) et d'histoire (donnés en 1970 par Jean de Viguerie, alors maître-assistant à Paris-IV, Philippe Bonnichon, normalien, et Hubert Guillotel, assistants à Paris-IV, René Pillorget, chargé de cours à l'université de Tours, rejoints en 1971 par Jean Soutou, normalien, Pierre Lefebvre et Jean Musy, assistants à la Sorbonne), à l'origine, puis de sociologie en 1971 (avec comme professeurs Léon Delpech, Claude Polin et son ami Claude Rousseau, maurrassiens, maitres-assistants à Paris-IV[23]).

Son association réussit à convaincre l'État de subventionner les facultés libres qu'elle soutient - FACO, FACLIP, Faculté libre de Paris, Université libre des sciences de l'homme (ULSH), qui a succédé à l'Université libre du soir -: des subventions sont versées de 1975 à 1981 (1 million de francs en 1979). Elle a protesté en 1982 quand ces subventions ont été gelées par le nouveau pouvoir socialiste. Mais elle a su obtenir du maire de Paris, Jacques Chirac, une subvention d'un montant de 1 754 460 francs en septembre 1982 ; Chirac estimant qu'il se sentait obligé de « suppléer à la défaillance sournoise de l'État ». Ces subventions ont donné lieu à une polémique en 1994 quand Natter donna une interview au quotidien d'extrême droite Présent. Les quatre facultés libres et leur millier d'étudiants bénéficiant à cette date de 2 465 300 francs de la ville de Paris, dont 471 000 francs pour la Faculté libre de Paris. Le ministre de l'enseignement supérieur, François Fillon, promet alors à Aubert qu'une aide de l'État serait versée pour l'année suivante. Devant le manque de discrétion de Natter, l'APPESL réfléchirait à ne pas le reconduire à son poste de doyen et le conseil de Paris décide en octobre de ne plus accorder de subvention à la Faculté libre de Paris.
Il est aussi, en 1983, dans le contexte du projet de loi Savary, à l’initiative de l’association Enseignement et liberté, qui a pour objet « la défense et la promotion de l’enseignement libre » et dont il est l’un des administrateurs jusqu'à ce que sa santé l'en empêche.

## Sources et Bibliographie
- Notice dans un dictionnaire ou une encyclopédie généraliste :   - Who's Who in France
- Collectif, Histoire secrète du patronat de 1945 à nos jours, La Découverte, 2009, p. 265-267
- André Aumonier, Un corsaire de l’Église. Du patronat chrétien au Secours catholique, Fayard, 1996, p. 43, 95-96
- Henry Coston, Les deux cents familles au pouvoir, 1977, p. 50-51